# Inspektion der Konzentrationslager

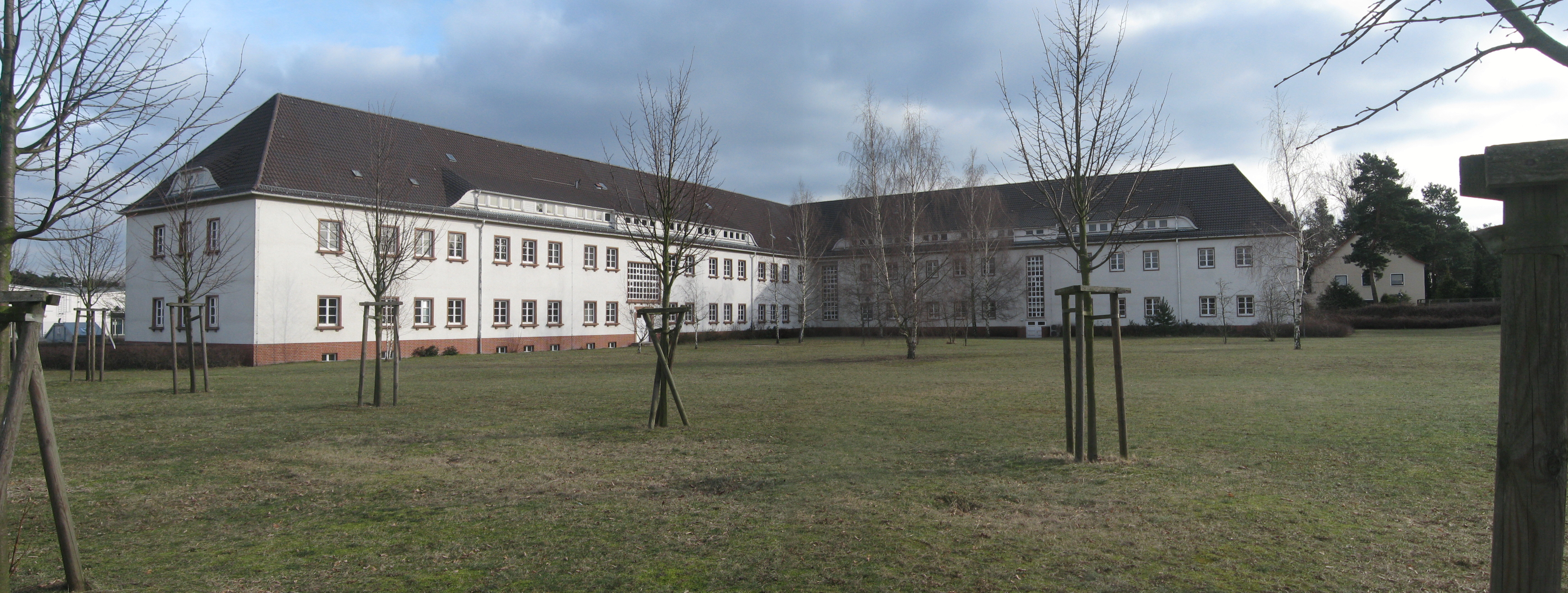
Budynki wchodzące w skład obozu w Sachsenhausen, w których od 1938 roku mieścił się Inspektion der Konzentrationslager zarządzający wszystkimi niemieckimi obozami w tym również tymi zlokalizowanymi w okupowanej Polsce.

Inspektion der Konzentrationslager (w skrócie IKL, z niem. Inspektorat Obozów Koncentracyjnych) – centrala administracji SS sprawująca zarząd oraz kontrolę nad niemieckimi obozami koncentracyjnymi w III Rzeszy oraz krajach przez nią okupowanych w czasie II wojny światowej.

## Historia
Pomysłodawcą idei utworzenia naczelnej organizacji nadzorującej i kontrolującej obozy koncentracyjne był SS-Brigadeführer Theodor Eicke, który od czerwca 1933 do czerwca 1934 był drugim komendantem pierwszego niemieckiego obozu koncentracyjnego KL Dachau.
Inspektorat Obozów Koncentracyjnych utworzony został w 1934 roku i początkowo wchodził w skład Urzędu SS, a później Głównego Urzędu SS. W 1940 roku włączony został do Głównego Urzędu Dowodzenia SS, a w marcu 1942 podporządkowany WVHA – SS-Wirtschafts- und Verwaltungshauptamt (pol. Główny Urząd Gospodarczo-Administracyjny SS) jako „Amt D” (pol. Wydział D).